# Paralarinia agnata
Paralarinia agnata là một loài nhện trong họ Araneidae.
Loài này thuộc chi Paralarinia. Paralarinia agnata được Manfred Grasshoff miêu tả năm 1970.